# Померање континената
Померање континената представља хипотезу о слободном кретању континената по површини Земље мењајући међусобне позиције. Сер Френсис Бекон је у 17. веку приметио необичну сличност западне афричке и источне јужноамеричке обале, тачније, да су по облику као слика у огледалу. Научници данас верују да су пре око 200 милиона година Африка и Јужна Америка биле спојене, тачније да су сви данашњи континенти некада чинили један суперконтинент под називом Пангеа.

## Настанак теорије
Године 1912. немачки метеоролог и геофизичар Алфред Вегенер формулисао је теорију померања континената употребивши први термин померање континената. У својој књизи, Порекло континената и океана (енгл. Origin of Continents and Oceans) израчунао да су пре око 200 милиона година континенти били првобитно спојени, формирајући на тај начин суперконтинент. Овај континент назвао је Пангеа, што значи „цела Земља“.
Алфред Вегенер је умро 30 година пре открића теорије тектонике плоча која је настала на основу идеје о могућности ширења океанског дна коју је предложио почетком 1960-их Роберт С. Дајц.
Као потпору својој идеји Вегенер је наводио поклапање облика обала, распрострањеност фосилних остатака, сличност у секвенцама стенских маса на бројним локацијама, палеоклиму, и очевидна кретања Земљиних поларних области.
Вегенерову теорију о померању континената научна јавност његовог доба није била спремна да прихвати. Тада је било тешко и помислити да се континенти, те огромне масе, крећу и плове по морском дну и премештају на друге локације. Вегенер је, тражећи одговор на питање шта би то могло покретати континенте, претпоставио да континенти парају морско дно, али овоме се супротставио енглески геофизичар Харолд Џефрис, заступајући исправан став да је то физички немогуће да толика маса чврсте стене оре морско дно а да не пуца и ломи се.
Данас, након геолошке потврде да је током Земљине историје долазило до промена у распрострањењу копна и мора, након палеонтолошких открића фосила, настанка теорије тектонике плоча и након потврде геофизичким и геодетским мерењима да се континенти ипак крећу, Вегенерова теорија је прихваћена, тачније, уврштена је у тектонику плоча која је данас у свету призната.